# Хрватска на Светском првенству у атлетици у дворани 2016.
Хрватска је учествовала на 16. Светском првенству у атлетици у дворани 2016. одржаном у Портланду од 17. до 20. марта. У свом тринаестом учешћу на Светским првенствима у дворани до данас, репрезентацију Хрватске представљало је двоје атлетичарка (1 мушкарац и 1 жена)), који су се такмичили у 3 дисциплине (1 мушка и 2 женске).,
На овом првенству Хрватска је  по броју освојених медаља, са једном бронзаном медаљом заузела делила 28. место. У табели успешности према броју и пласману такмичара који су учествовали у финалним такмичењима (првих 8 такмичара) Хрватска је са 2 учесником у финалу заузела  23. место са 11 бодова.
| Плас. | Земља    | 1. место | 2. место | 3. место | 4. место | 5. место | 6. место | 7. место | 8. место | Бр. финал. | Бод. |
| ----- | -------- | -------- | -------- | -------- | -------- | -------- | -------- | -------- | -------- | ---------- | ---- |
| 23.   | Хрватска | 0        | 0        | 1        | 1        | 0        | 0        | 0        | 0        | 2          | 11   |

Поред овог успеха, Филип Михаљевић, је поставило апсолутни лични рекорд, а Андреа Иванчевић у трци на 60 метара са препонама национални рекорд за жене у дворани.

## Учесници
| Мушкарци: - Филип Михаљевић — Бацање кугле | Жене: - Андеа Иванчевић — 60 м и 60 м препоне |  |

## Освајачи медаља

### Бронза (1)
- Филип Михаљевић — Бацање кугле

## Резултати

### Мушкарци
| Атлетичар       | Дисциплина   | Лични рекорд | Квалификација | Квалификација | Финале    | Финале | Детаљи |
| Атлетичар       | Дисциплина   | Лични рекорд | Резултат      | Место         | Резултат  | Место  | Детаљи |
| --------------- | ------------ | ------------ | ------------- | ------------- | --------- | ------ | ------ |
| Филип Михаљевић | Бацање кугле | 20,69        |               |               | 20,87 аЛР |        |        |

### Жене
| Атлетичарка     | Дисциплина   | Лични рекорд | Квалификације | Квалификације | Финале                | Финале                | Детаљи |
| Атлетичарка     | Дисциплина   | Лични рекорд | Резултат      | Место         | Резултат              | Место                 | Детаљи |
| --------------- | ------------ | ------------ | ------------- | ------------- | --------------------- | --------------------- | ------ |
| Андеа Иванчевић | 60 м         | 7,29 НР      | НС            | НС            | није се квалификована | није се квалификована |        |
| Андеа Иванчевић | 60 м препоне | 7,94 НР      | 7,91 НР       | 2. у гр 3. КВ | 7,95                  | 4 / 18 (19)           |        |